# Antonietta janthina
Antonietta janthina is een slakkensoort uit de familie van de Facelinidae. De wetenschappelijke naam van de soort is voor het eerst geldig gepubliceerd in 1977 door Baba & Hamatani.